# Семяни (Вармінсько-Мазурське воєводство)
Семяни (пол. Siemiany, нім. Schwalgendorf) — село в Польщі, у гміні Ілава Ілавського повіту Вармінсько-Мазурського воєводства.
Населення — 291 особа (2011).
У 1975-1998 роках село належало до Ольштинського воєводства.

## Демографія
Демографічна структура станом на 31 березня 2011 року:
|          | Загалом | Допрацездатний вік | Працездатний вік | Постпрацездатний вік |
| -------- | ------- | ------------------ | ---------------- | -------------------- |
| Чоловіки | 139     | 26                 | 94               | 19                   |
| Жінки    | 152     | 28                 | 81               | 43                   |
| Разом    | 291     | 54                 | 175              | 62                   |